# 新道東駅
新道東駅（しんどうひがしえき）は、北海道札幌市東区北34条東16丁目にある、札幌市営地下鉄東豊線の駅である。駅番号はH02、副駅名は「プロノ札幌本店前」。

## 歴史
- 1988年（昭和63年）12月2日：栄町駅 - 豊水すすきの駅間開業に伴い、開設[新聞 1][新聞 2][1]。
- 2017年（平成29年）3月24日：可動式ホーム柵が稼働開始[新聞 3][新聞 4][新聞 5]。これにより、札幌市営地下鉄の全駅で可動式ホーム柵の設置が完了した。
- 2025年（令和7年）6月1日：副駅名「プロノ札幌本店前」を設定し、駅名標の上に看板が設置された。掲出から3年の間表示される[2]。

### 駅名の由来
札幌新道の東側に位置する駅であることから。開業前の仮称は「札幌新道駅」だった。

## 駅構造
2面2線の相対式ホームである。
出入口は5ヶ所あるが、改札から曲がり角が多くいびつな構造になっている。1番出入口と4番出入口は地上部で至近距離にある。地上へのエレベーターは2番出入口に設置されている。

### のりば
| ホーム | 路線   | 行先                     |
| ------ | ------ | ------------------------ |
| 1      | 東豊線 | さっぽろ・大通・福住方面 |
| 2      | 東豊線 | 栄町方面                 |

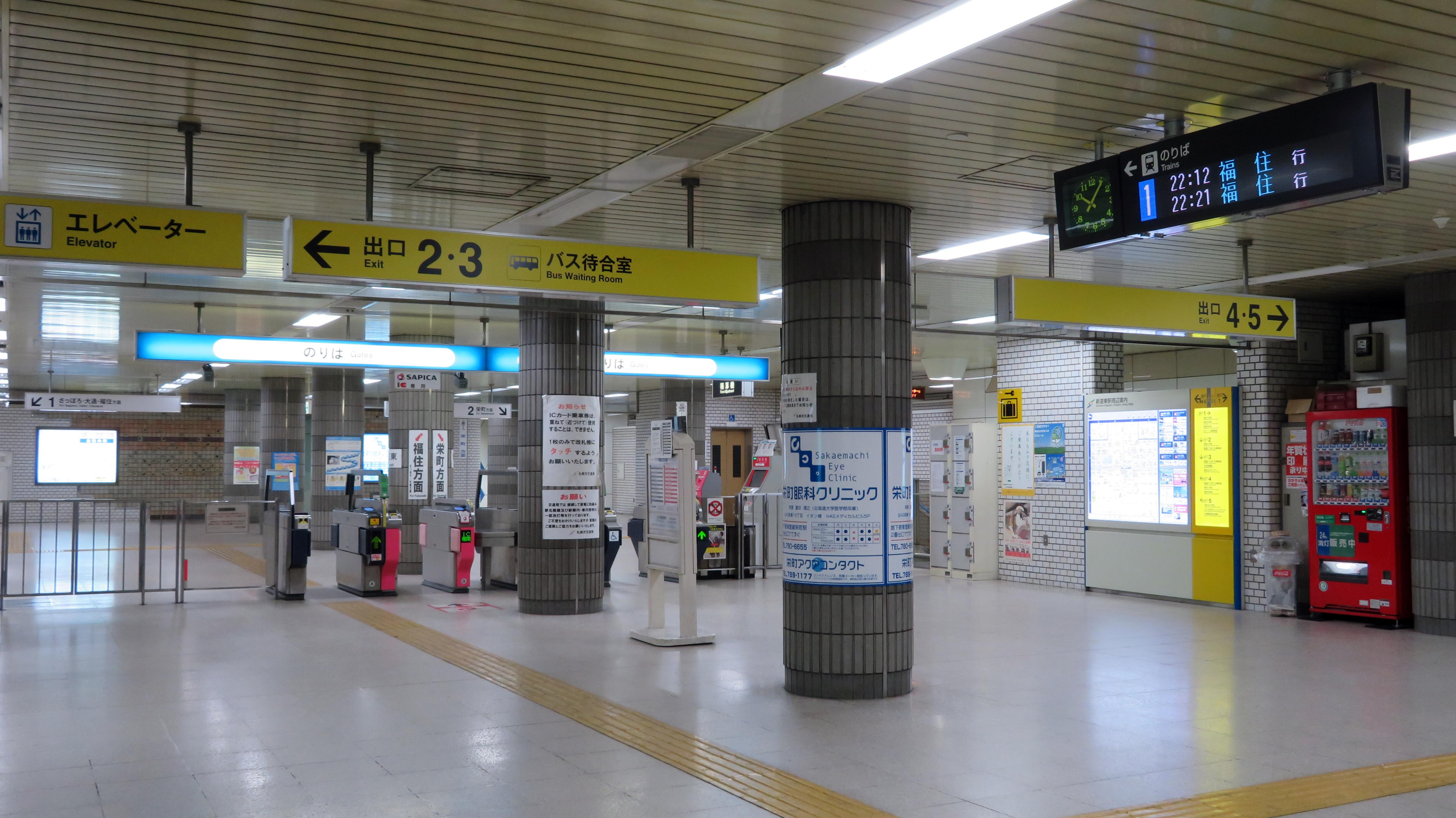
改札口
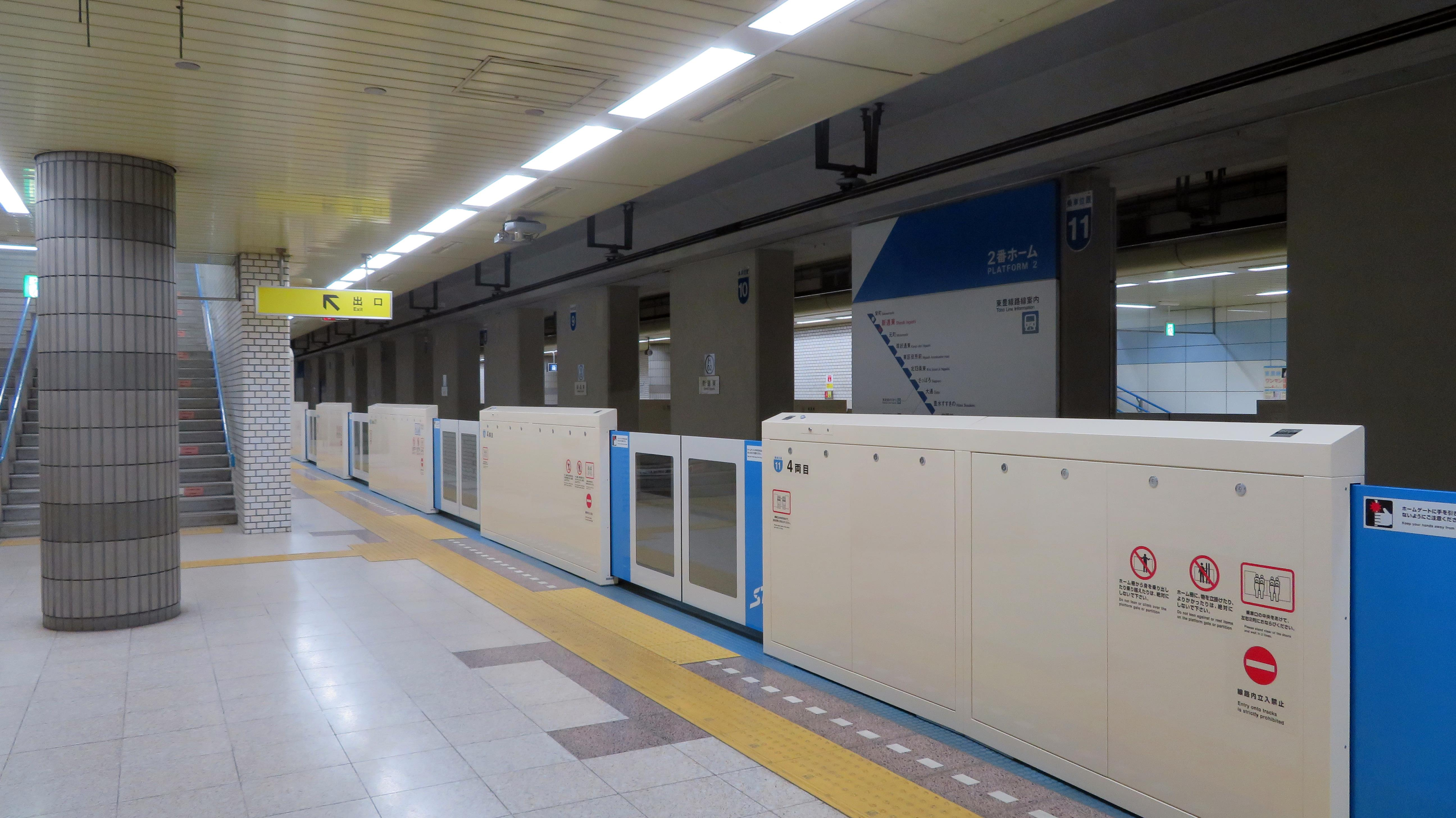
ホーム
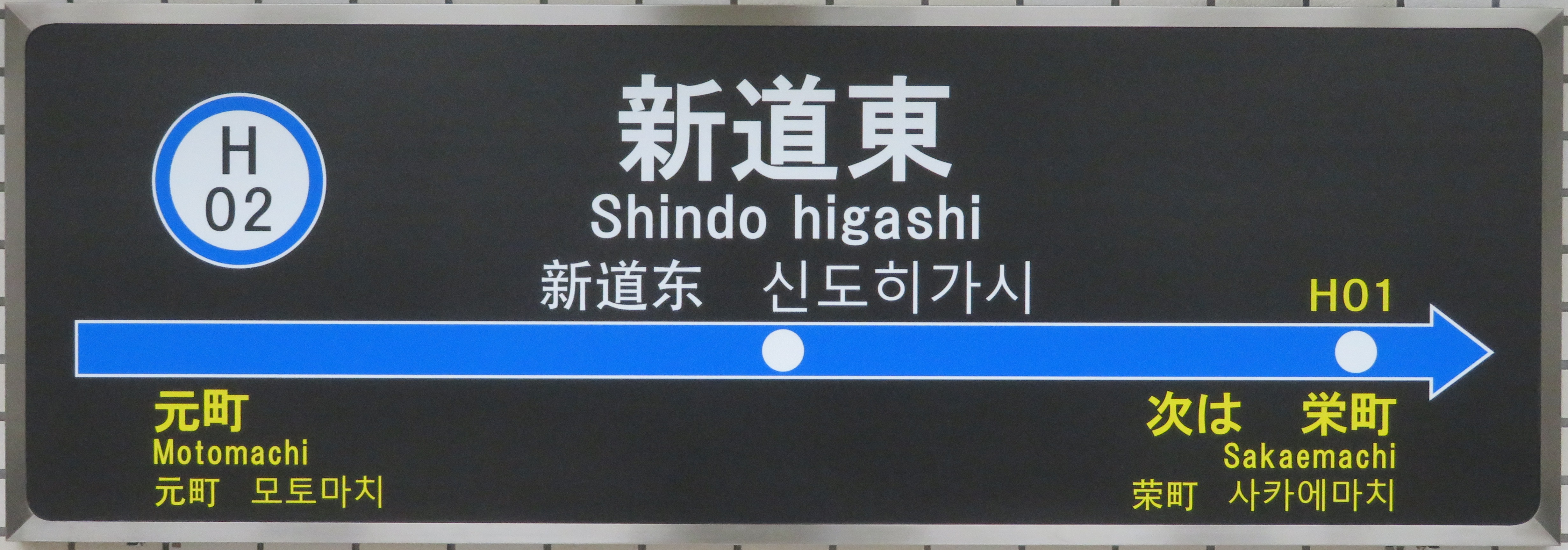
駅名標

## 利用状況
札幌市交通局によると、2022年度の1日平均乗車人員は6,951人であった。
近年の1日平均乗車人員の推移は以下のとおりである。
| 年度               | 1日平均 乗車人員 | 出典   |
| ------------------ | ---------------- | ------ |
| 2003年（平成15年） | 6,508            | [ 5 ]  |
| 2004年（平成16年） | 6,678            | [ 5 ]  |
| 2005年（平成17年） | 6,868            | [ 5 ]  |
| 2006年（平成18年） | 6,998            | [ 5 ]  |
| 2007年（平成19年） | 6,992            | [ 5 ]  |
| 2008年（平成20年） | 6,996            | [ 5 ]  |
| 2009年（平成21年） | 6,860            | [ 5 ]  |
| 2010年（平成22年） | 6,977            | [ 5 ]  |
| 2011年（平成23年） | 6,977            | [ 6 ]  |
| 2012年（平成24年） | 7,148            | [ 6 ]  |
| 2013年（平成25年） | 7,503            | [ 6 ]  |
| 2014年（平成26年） | 7,767            | [ 6 ]  |
| 2015年（平成27年） | 7,881            | [ 6 ]  |
| 2016年（平成28年） | 8,153            | [ 7 ]  |
| 2017年（平成29年） | 7,984            | [ 7 ]  |
| 2018年（平成30年） | 8,023            | [ 8 ]  |
| 2019年（令和元年） | 7,977            | [ 8 ]  |
| 2020年（令和02年） | 5,958            | [ 9 ]  |
| 2021年（令和03年） | 6,277            | [ 10 ] |
| 2022年（令和04年） | 6,951            | [ 10 ] |

## 駅周辺
西側は札幌新道に沿って、郊外型の商業施設や飲食店が多い。東側と北側は主に住宅地を形成しているが、近年は商業施設も増えている。イオン札幌元町ショッピングセンターのオープン後は、最寄り駅にあたることから南側への流動もある。
- 国道274号（札幌新道）[4]
- 札幌市立栄町小学校[4]
- 札幌市立栄町中学校[4]
- 札幌市立栄南小学校[4]
- 札幌市立栄南中学校[4]
- 札幌市立元町北小学校[4]
- 元町図書館[4]
- 札幌北三十八条郵便局[4]
- 北海道信用金庫新道東支店
- 札幌東徳洲会病院
- イオン札幌元町ショッピングセンター、イオン札幌元町店
- マックスバリュエクスプレス新道店
- ニトリ新道東店
- ホテルユキタ

## バス路線
2番出入口にバス待合所が併設されているが、バスターミナルやバス発着場の設備はない。2021年（令和3年）12月の平日1日あたり、スクールバス等の非公示便を除く発着便数は132便。
2025年（令和7年）4月1日現在。すべての路線が北海道中央バス。路線詳細は札幌東営業所を参照。
バス待合所側
- 東76 丘珠北34条線：中沼小学校通
- 東78 札幌新道線：東営業所

5番出入口側
- 東76・東78：北34条駅

## その他
- 駅スタンプは新道東駅のイニシャルSの中にサッポロさとらんどが描かれている[13]。

## 隣の駅
札幌市営地下鉄
 東豊線
栄町駅 (H01) - 新道東駅 (H02) - 元町駅 (H03)

### 新聞記事
1. 1 2  “札幌・地下鉄東豊線、盛大に発車式－着工から5年、2日から開業【写真説明】開通式でテープカットをする板垣札幌市長（左から2人目）ら関係者＝札幌・地下鉄大通駅” (日本語). 北海道新聞. フォト北海道（道新写真データベース） (北海道新聞社). (1988年12月1日).  オリジナルの2017年3月25日時点におけるアーカイブ。 2017年3月25日閲覧。
2. 1 2  “札幌・地下鉄東豊線、盛大に発車式－着工から5年、2日から開業【写真説明】東豊線ホームでテープカットする板垣市長ら” (日本語). 北海道新聞. フォト北海道（道新写真データベース） (北海道新聞社). (1988年12月1日).  オリジナルの2017年3月25日時点におけるアーカイブ。 2017年3月25日閲覧。
3. ↑  “地下鉄ホーム柵24日完備 札幌3路線49駅 転落防ぐ” (日本語). 北海道新聞. どうしんウェブ／電子版（社会） (北海道新聞社). (2017年3月8日).  オリジナルの2017年3月25日時点におけるアーカイブ。 2017年3月25日閲覧。
4. ↑  “地下鉄ホーム柵24日全駅に 利用者「安心できる」東豊線も来月ワンマン化” (日本語). 北海道新聞. どうしんウェブ／電子版（札幌圏） (北海道新聞社). (2017年3月8日).  オリジナルの2017年3月25日時点におけるアーカイブ。 2017年3月25日閲覧。
5. ↑  “札幌地下鉄ホームドア全駅で設置完了 札幌東豊線・新道東駅が最後” (日本語). 北海道新聞. どうしんウェブ／電子版（社会） (北海道新聞社). (2017年3月24日).  オリジナルの2017年3月25日時点におけるアーカイブ。 2017年3月25日閲覧。